# Estación Ceilândia Norte
La Estación Ceilândia Norte es una de las estaciones del Metro de Brasilia, situada en la ciudad satélite de Ceilândia, entre la Estación Ceilândia Centro y la Estación Terminal Ceilândia. La estación está localizada al lado del Centro Cultural de Ceilândia, donde se ubica la Biblioteca Carlos Drummond de Andrade.
Fue inaugurada en 2009 y atiende a moradores y trabajadores de la región norte de la ciudad.

## Cercanías
- Centro Educacional 7 de Ceilândia
- Centro Cultural de Ceilândia
- QNM 03 - Ceilândia